# Heidelmühle

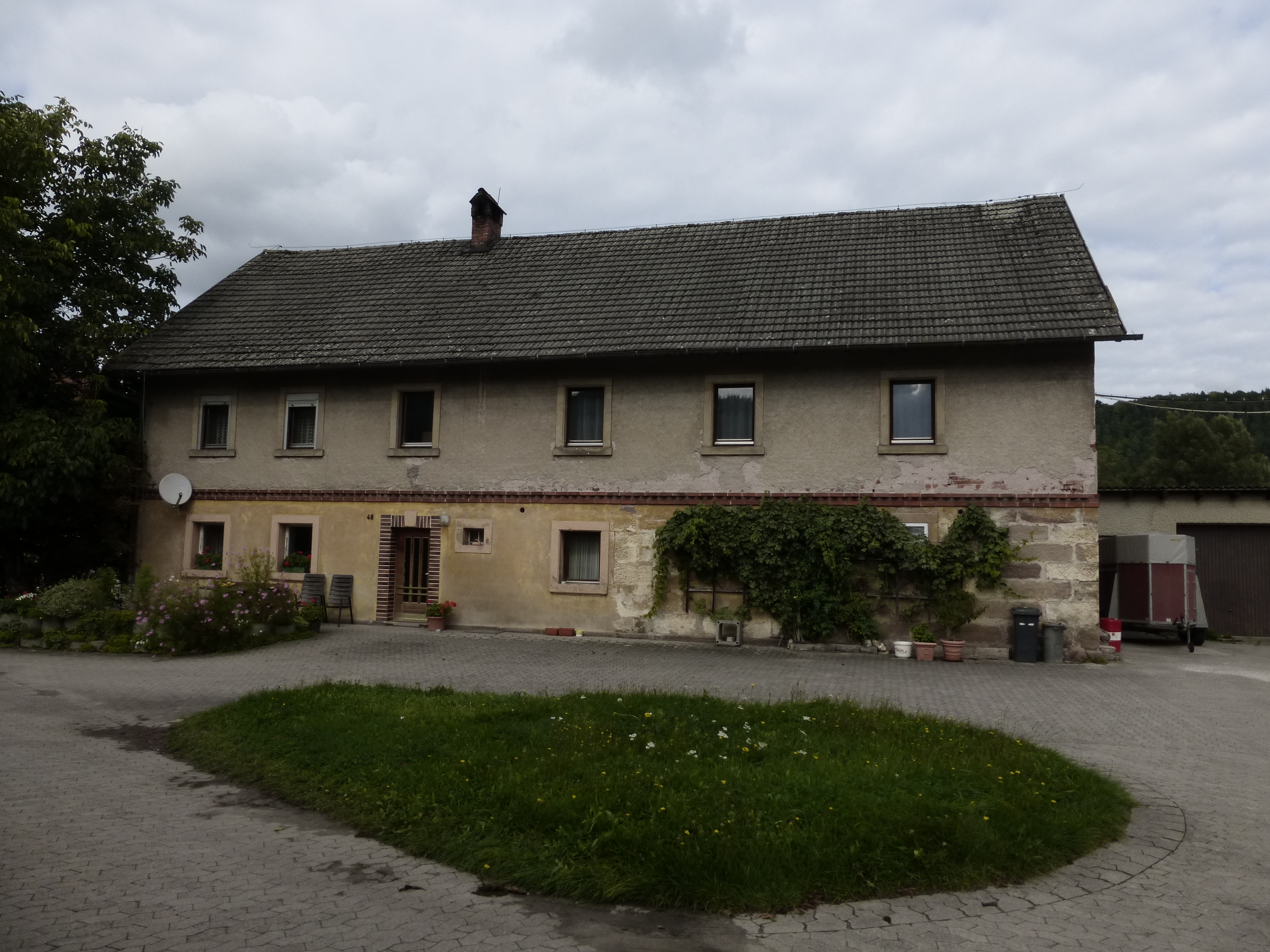
Wohnstallhaus

Heidelmühle (oberfränkisch: Hadlmül) ist ein Gemeindeteil der Gemeinde Neudrossenfeld im Landkreis Kulmbach (Oberfranken, Bayern). Heidelmühle liegt in der Gemarkung Lindau.

## Geographie
Die Einöde liegt an der Trebgast. Die Kreisstraße KU 29 führt zur Staatsstraße 2183 (0,6 km östlich) bzw. nach Fohlenhof (0,4 km südwestlich).

## Geschichte
Der Ort wurde 1398 als „Heydenmule“ erstmals urkundlich erwähnt. 1740 wurde sie erstmals „Heydelmühl“ genannt. Das Bestimmungswort ist Heide.
Gegen Ende des 18. Jahrhunderts bestand Heidelmühle aus 2 Anwesen (1 Gut, 1 Tropfhäuslein). Das Hochgericht übte das bayreuthische Stadtvogteiamt Kulmbach aus. Das Kastenamt Kulmbach war Grundherr der beiden Anwesen.
Von 1797 bis 1810 unterstand der Ort dem Justiz- und Kammeramt Kulmbach. Mit dem Gemeindeedikt wurde Heidelmühle dem 1811 gebildeten Steuerdistrikt Lindau und der 1812 gebildeten gleichnamigen Ruralgemeinde zugewiesen. Am 1. Januar 1972 wurde Heidelmühle im Zuge der Gebietsreform in Bayern nach Neudrossenfeld eingegliedert.

### Baudenkmäler
- Heidelmühle 48: Wohnstallhaus

### Einwohnerentwicklung
| Jahr      | 001818 | 001861 | 001871 | 001885 | 001900 | 001925 | 001950 | 001961 | 001970 | 001987 |
| Einwohner | 14     | 15     | 18     | 8      | 9      | 12     | 15     | 14     | 12     | 9      |
| Häuser    | 2      |        |        | 2      | 2      | 2      | 2      | 2      |        | 2      |
| Quelle    | [ 8 ]  | [ 11 ] | [ 12 ] | [ 13 ] | [ 14 ] | [ 15 ] | [ 16 ] | [ 17 ] | [ 18 ] | [ 1 ]  |

## Religion
Heidelmühle ist seit der Reformation evangelisch-lutherisch geprägt und nach Neudrossenfeld gepfarrt.